# Dolomedes senilis
Espèce
Synonymes
- Dolomedes strandi Bonnet, 1929

Dolomedes senilis est une espèce d'araignées aranéomorphes de la famille des Dolomedidae.

## Distribution
Cette espèce se rencontre au Japon à Hokkaidō, en Chine, en Mongolie et en Russie en Sibérie,.

## Description
La carapace de la femelle holotype mesure 5,7 mm de long sur 4,6 mm et l'abdomen 8 mm de long.
Les mâles mesurent de 15,25 à 16,50 mm et les femelles de 18,25 à 19,63 mm.

## Systématique et taxinomie
Cette espèce a été décrite par Simon en 1880.
Dolomedes strandi a été placée en synonymie par Zhang, Zhu et Song en 2004.

## Publication originale
- Simon, 1880 : « Études arachnologiques. 11e Mémoire. XVII. Arachnides recueilles aux environs de Pékin par M. V. Collin de Plancy. » Annales de la Société Entomologique de France, sér. 5, vol. 10, p. 97-128 (texte intégral).